# Ambroise-François de Bournonville
Pour les articles homonymes, voir Bournonville (homonymie).
Pour les autres membres de la famille, voir Maison de Bournonville.
Ambroise François de Bournonville, né en 1619 et mort en 1693 est duc de Bournonville. Il est un aristocrate, militaire, au service du roi de France Louis XIV. Il appartient à la maison de Bournonville, dont les membres sont pour certains au service des Bourbons, comme lui, pour d'autres au service des Habsbourg, comme son frère Alexandre II Hippolyte.
Fait duc et pair en 1652, il joue le rôle d'un des six anciens pairs laïcs au sacre de Louis XIV en 1654. Il devient ensuite gouverneur de Paris. Il s'intègre à la cour de Louis XIV par ses fonctions et ses alliances matrimoniales. Sa fille Marie-Françoise de Bournonville, à la longévité exceptionnelle, est une femme influente.

## Biographie

### Une famille entre Pays-Bas espagnols et France
Ambroise François de Bournonville, né en 1619, est le fils puîné d'Alexandre Ier de Bournonville, premier duc de Bournonville, et de son épouse Anne de Melun (v. 1590-1666), fille de Pierre de Melun. Il a trois frères, l'aîné, Alexandre II Hippolyte, et ses deux cadets, Wolfgang Guillaume et Jean-François Benjamin.
Son père Alexandre Ier de Bournonville a été fait duc de Bournonville par le roi de France Henri IV, en 1600, sans que ce titre soit reconnu aux Pays-Bas espagnols. Ce duché est formé de la baronnie de Houllefort et de la seigneurie de Bournonville. Ensuite, Alexandre Ier de Bournonville sert les Habsbourg aux Pays-Bas espagnols. Mais, en 1632, il prend la tête d'une révolte nobiliaire contre le roi d'Espagne Philippe IV et s'exile ensuite en France. En 1651, il effectue une donation entre vifs du duché de Bournonville à son fils puîné, Ambroise François.
À la même époque, le fils aîné d'Alexandre Ier et frère d'Ambroise, Alexandre II Hippolyte de Bournonville, mène une carrière militaire de premier plan au service de Philippe IV d'Espagne. En 1658, il obtient de Philippe IV l'érection de ses biens aux Pays-Bas espagnols en principauté, sous le nom de principauté de Bournonville. Cette principauté est érigée à partir de la seigneurie de Buggenhout, en Brabant. Le titre de prince n'induit pas de réelle souveraineté sur un territoire et Alexandre II Hippolyte n'a pas le rang de prince étranger en France.
Il existe donc alors un duc de Bournonville en France et un prince de Bournonville aux Pays-Bas espagnols, qui sont frères,.

### Au service de Louis XIV
Ambroise François s'intègre à la haute noblesse française. Il est chevalier d'honneur de la reine Anne d'Autriche. Il devient maréchal de camp en 1649. Louis XIV érige le duché de Bournonville en duché-pairie en 1652. C'est alors le duché-pairie situé le plus au nord de la France.
Lors du sacre de Louis XIV en 1654, il tient le rôle d'un des douze anciens pairs de France,, le comte de Champagne, dernier dans l'ordre protocolaire. En effet, depuis la disparition des six anciens pairs laïcs, leur rôle dans la cérémonie du sacre est joué par des ducs et pairs modernes choisis par le roi. Le choix d'Ambroise François de Bournonville, à la pairie très récente, qui n'est même pas encore enregistré au Parlement, peut paraître étonnant. En fait, il remplace le duc de Schomberg, initialement désigné mais écarté à cause d'une querelle de préséance. Ambroise de Bournonville est ainsi récompensé de sa fidélité, notamment pendant la Fronde.
Ambroise François de Bournonville fait partie de l'entourage de Fouquet et lui sert même de prête-nom dans une opération financière en 1659.

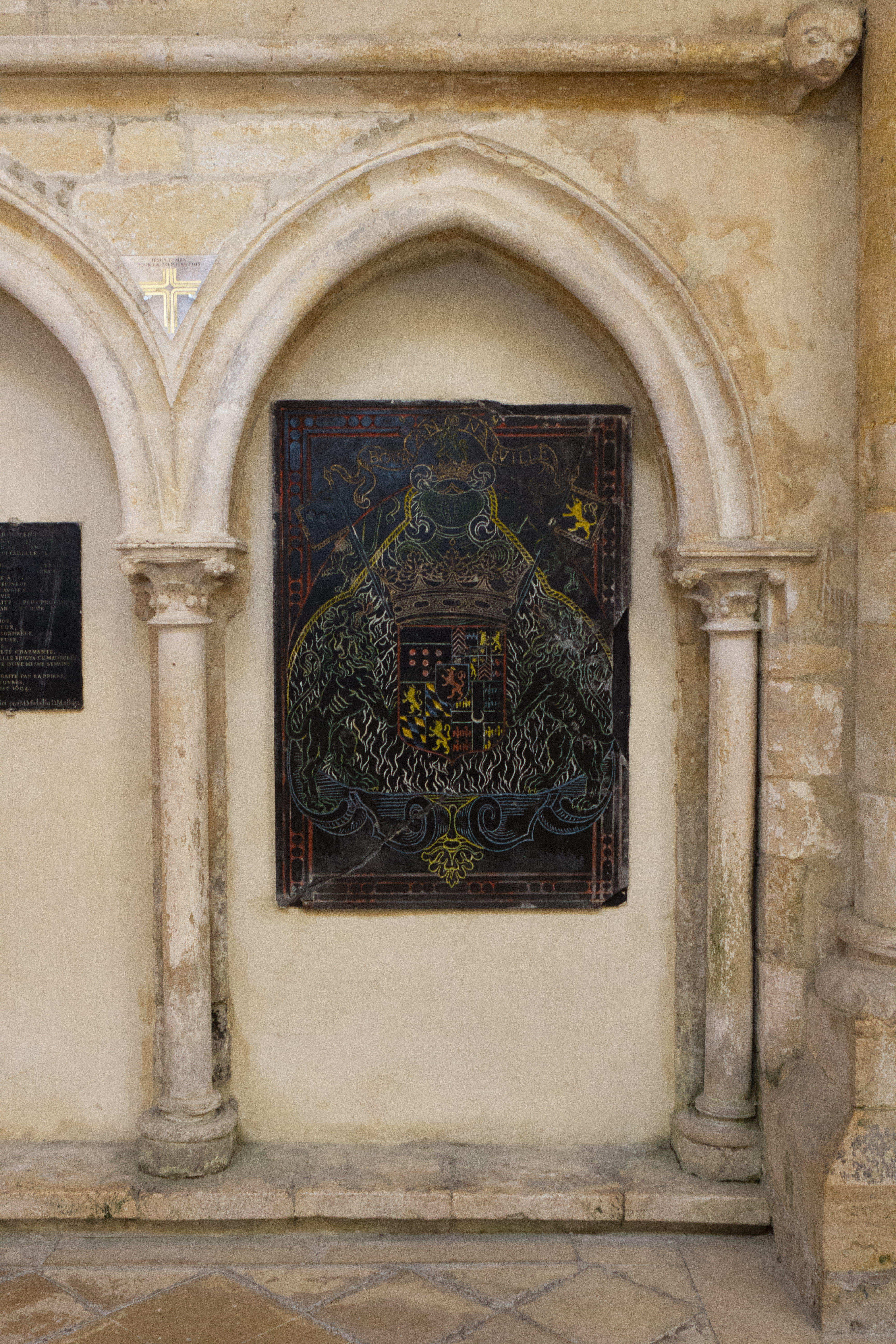
Pierre tombale d'Ambroise François de Bournonville dans la collégiale Saint-Quiriace de Provins

En 1660, Ambroise François de Bournonville devient gouverneur de Paris,. Il était depuis janvier 1657 survivancier du gouverneur de Paris, François de L'Hospital et il lui succède logiquement à sa mort en janvier 1660. En 1662, le roi l'oblige à vendre cette charge à Antoine d'Aumont de Rochebaron. En effet, après la chute de Fouquet, le roi ne veut pas laisser le gouvernement militaire de la capitale à un de ses amis. Pendant le court laps de temps où il exerce la charge de gouverneur de Paris, il participe à ce titre à de grandes cérémonies d'État, en août 1660 et en novembre 1661.
Ambroise François de Bournonville meurt en 1693.

### Alliances matrimoniales dans la haute noblesse française
En 1655, Ambroise François de Bournonville épouse Lucrèce Françoise (1620-1693) de La Vieuville, fille de Charles Ier de La Vieuville, surintendant des finances et pair de France,.
Leur fille unique est Marie-Françoise de Bournonville, née en 1656, qui épouse en 1671 Anne-Jules de Noailles (1650-1708) duc de Noailles maréchal de France. Marie-Françoise de Bournonville survit longtemps à son mari Anne-Jules de Noailles, puisqu'elle meurt très âgée, à 92 ans, en 1748. Ayant mis au monde 21 enfants, elle mène une vaste politique d'unions matrimoniales, qui concernent aussi sa famille d'origine, les Bournonville. Elle incarne une figure de femme décidée, qui suscite l'admiration de ses contemporains.

### Le pouvoir d'attraction de la France
Les itinéraires d'Ambroise de Bournonville et de son père montrent le pouvoir d'attraction de la France, qui mène une politique de captation des fidélités, sur la noblesse des provinces méridionales des Pays-Bas. Le bénéfice que les Bournonville réussissent à tirer de leur transition partielle vers la souveraineté française apparaît supérieur à celui d'autres familles, comme les Croÿ, par exemple.
Alexandre et Ambroise de Bournonville emploient l'historiographe François-Nicolas Baudot Dubuisson-Aubenay, qui rédige différents mémoires pour défendre leurs intérêts, notamment à l'occasion des négociations des traités de Westphalie.